# Viburnum sambucinum
Viburnum sambucinum är en desmeknoppsväxtart som beskrevs av Caspar Georg Carl Reinwardt och Carl Ludwig von Blume. Viburnum sambucinum ingår i släktet olvonsläktet, och familjen desmeknoppsväxter. Utöver nominatformen finns också underarten V. s. subglabrum.